# دریاچه پکولنی
دریاچه پکولنی (انگلیسی: Lake Pekulney) یک دریاچه در ناحیه خودگردان چوکوتکای کشور روسیه است.